# 萨尔穆尔
萨尔穆尔（義大利語：Salmour），是意大利库内奥省的一个市镇。总面积12平方公里，人口735人，人口密度61.3人/平方公里（2009年）。ISTAT代码为004202。